# Télépopmusik
Telepopmusik er en Pop/Electronicagruppe fra Frankrig. Gruppen består af Fabrice Dumont, Stephan Haeri og Christophe Hetier.

## Diskografi

### Studiealbums
- Genetic World (2001)
- Angel Milk (2005)

### EP'er
- Ghost Girl (2009)
- Try Me Anyway / Fever (2013)[1]
- Sound (2014)